# Anthelymantria
Anthelymantria este un gen de molii din familia Lymantriinae.